# 粗管马先蒿
粗管马先蒿（学名：Pedicularis latituba）是列当科马先蒿属的植物，为中国的特有植物。分布于中国大陆的四川、西藏等地，生长于海拔4,300米至4,400米的地区，目前尚未由人工引种栽培。